# MIMOSA
MIMOSA (zkratka z anglického Micromeasurements of Satellite Acceleration, česky Mikroměření satelitních zrychlení) byla česká družice určená k výzkumu atmosféry pomocí mikroakcelerometru. Odstartovala v roce 2003, ale své cíle nesplnila kvůli technickým problémům, které se objevily krátce po startu.

## Cíle mise
Družice byla projektována pro měření změn hustoty v zemské atmosféře pomocí měření negravitačních zrychlení během letu. Zadavatelem projektu, výrobcem zařízení na palubě družice a provozovatelem byl Astronomický ústav Akademie věd ČR, vlastní těleso družice vyrobila česká firma Space Devices.

## Popis sondy
Sonda měla tvar pravidelného 28stěnu o průměru 57 cm (byla tedy přibližně kulového tvaru). Prakticky celý její povrch byl pokryt solárními panely. Jejím jediným vědeckým přístrojem byl mikroakcelerometr MACEK. Na sondě byly dále přístroje zajišťující její provoz – hlavní a záložní palubní počítač s 16bitovým procesorem a celkovou pamětí RAM 2 MB, vysílače a 6 antén, systém orientace družice v prostoru (sluneční a magnetická čidla a stabilizační magnetické cívky) aj. Plánovaná aktivní životnost družice byla 18 měsíců. Výroba družice stála 32 milionů Kč, z toho její vypuštění 25 milionů, které byly odečteny z dluhu Ruska.

### Mikroakcelerometr MACEK

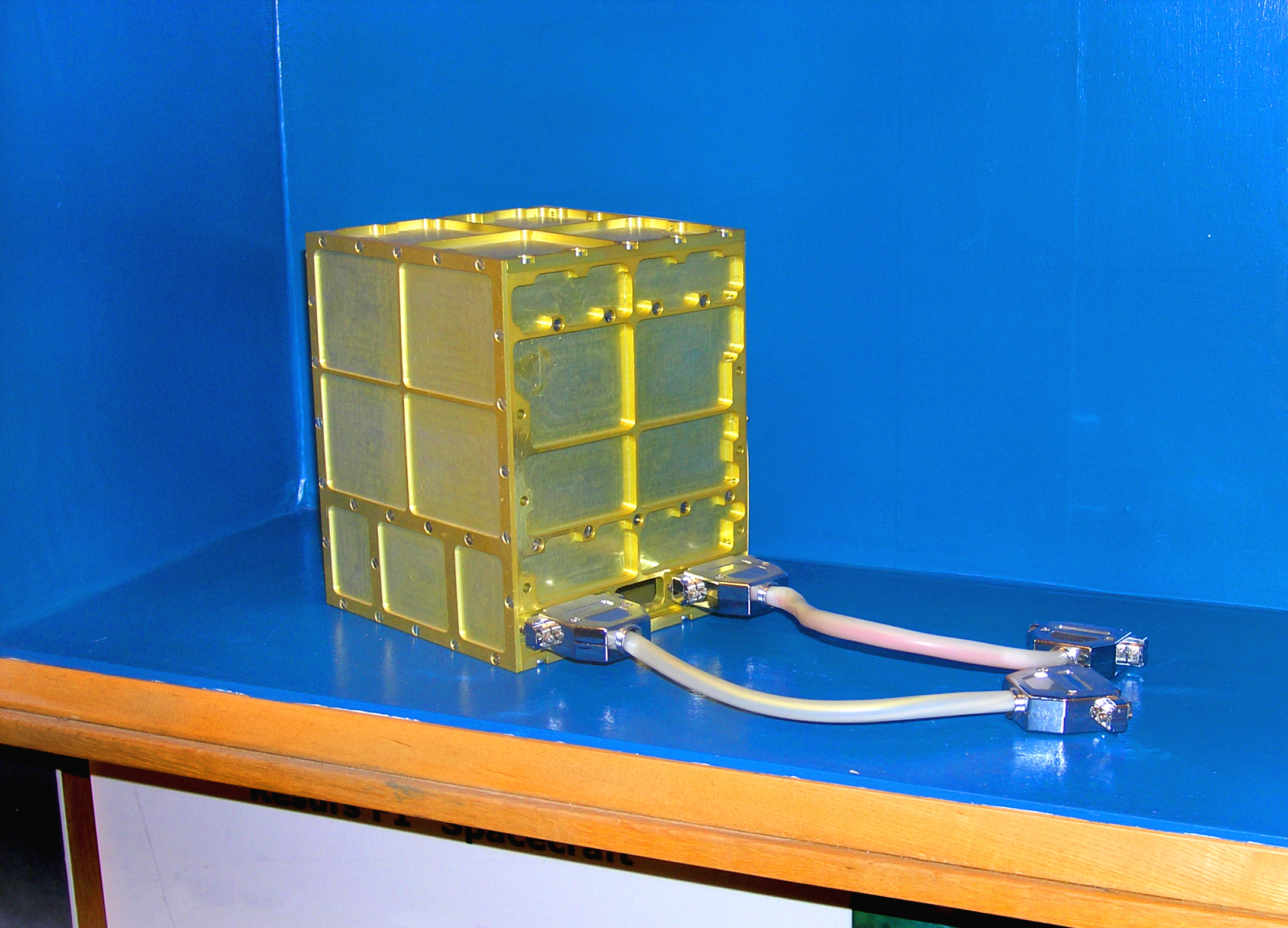
Mikroakcelerometr MACEK

Mikroakcelerometr MAC-03 zvaný MACEK je zařízení pro měření negravitačních zrychlení, tedy těch, která jsou způsobována jinými silami než gravitací. Je to především odpor atmosféry a tlak slunečního záření (přímého i odraženého od Země). Přístroj byl připraven na základě zkušeností s dřívějšími verzemi mikroakcelerometru MACEK na ruské družici Resurs v roce 1992 a především z úspěšného experimentu na palubě raketoplánu Atlantis při letu STS-79 v roce 1996.

## Průběh letu
Družice byla do vesmíru vynesena ruskou raketou Rokot 30. června 2003. Tentýž den se úspěšně oddělila od nosné rakety a bylo s ní navázáno první radiové spojení. V následujících dnech se však objevily technické problémy – nepodařilo se uvolnit (odaretovat) mikroakcelerometr MACEK – čímž byla znemožněna zamýšlená vědecká měření. S družicí byla sice ze sledovací stanice v Panské Vsi navazována spojení, ale po jejich ukončení obíhala Zemi jako nefunkční těleso po eliptické dráze. Po startu byla její vzdálenost od Země 318 km – 846 km a oběžná doba 96 minut. Tyto vzdálenosti se postupně snižovaly, až družice 11. 12. 2011 v 22:53 SEČ shořela v atmosféře (pravděpodobně nad západním Atlantikem).